# Roland van den Bergh
Roland van den Bergh (1º giugno 1959) è un ex cestista olandese.

## Carriera
Con i Paesi Bassi ha disputato i Campionati europei del 1983.